# Pyrogen
Als pyrogen (von altgriechisch πῦρ pŷr „Feuer“ und γεννάειν gennáein „erzeugen“) bezeichnet man einerseits „entzündlich wirkende Stoffe“, andererseits „im Feuer erzeugte Stoffe“.
In der Medizin sind Pyrogene solche Stoffe, die bei parenteraler Gabe Fieber erzeugen können.

## Allgemeines
Unterschieden werden exogene und endogene Pyrogene. Zu den exogenen Pyrogenen können molekulare Verbindungen wie Lipopolysaccharide (Bakterien-Endotoxine) gezählt werden, aber auch Partikel, wie Gummiabrieb von Injektionsflaschen und mikroskopische Kunststoffteilchen. Aus diesem Grunde erspart der Test auf Endotoxine und der Nachweis auf Partikel eine weitere Überprüfung auf Pyrogene in parenteralen Lösungen. Folgende exogene Pyrogen-Arten werden unterschieden:
- bakterielle Pyrogene
  - Endotoxine gramnegativer Bakterien (Lipopolysaccharide (LPS) der äußeren Bakterienmembran mit hoher Hitzeresistenz)
  - Bestandteile grampositiver Bakterien (wie Teichonsäuren)
- Viruspyrogene
  - werden insbesondere durch Myxoviren gebildet und haben eine geringe Hitzeresistenz
- Pyrogene als Bestandteile von Pilzen
- Pyrogene nicht biologischen Ursprungs
  - Metallverbindungen in Elastomeren, Gummiabrieb

Die Gruppe der endogenen Pyrogene besteht aus fiebererzeugenden Stoffen, die der Körper selbst produziert, wie etwa die Interleukine IL-1 und IL-6 oder TNF-alpha. Diese setzen eine Kaskade von Immunreaktionen in Gang, infolgedessen Prostaglandine als endogene Pyrogene gebildet werden.
Die Entfernung von Pyrogenen von Oberflächen, aus Flüssigkeiten oder Verpackungsmaterialien wird als Entpyrogenisierung bezeichnet.

## Nachweis
Der Nachweis erfolgt durch den Kaninchentest, den Limulus-Test (auch kurz LAL-Test genannt) und seit 2013 vermehrt durch den Monozyten-Aktivierungstest (MAT). Aus Tier- und Artenschutzgründen ist der MAT zu bevorzugen.

### Kaninchentest
Der Kaninchentest zur Prüfung auf Pyrogene wurde schon 1912 in die britische Pharmakopöe (BP) und 1942 in die US-Pharmakopöe (USP) aufgenommen.
Bei der Prüfung wird der Anstieg der Körpertemperatur bei Kaninchen gemessen, der nach intravenöser Injektion einer sterilen Lösung der zu prüfenden Substanz hervorgerufen wird.
Der Kaninchentest wird wie folgt nach Ph. Eur. durchgeführt: Sofern das Tier nicht in den vorherigen zwei Wochen für eine Prüfung eingesetzt wurde, wird 1 bis 3 Tage vor der Hauptprüfung in der so genannten Vorprüfung eine pyrogenfreie isotonische Kochsalzlösung  (10 ml/kg KG) injiziert und der Verlauf der Körpertemperatur bestimmt. Es erfolgt die Bestimmung und der Vergleich der Körpertemperaturen mindestens 90 Minuten vor und 3 Stunden nach der Injektion. Liegen keine Abweichungen (unter 0,6 K) vor, wird in der Hauptprüfung drei Kaninchen eine Prüflösung in die Ohrrandvene injiziert. Mindestens alle 30 Minuten wird die Temperatur aufgezeichnet. Die Prüfsubstanz entspricht der Prüfung und ist pyrogenfrei, wenn bei drei Tieren die Summe der Temperaturdifferenzen zwischen Anfangstemperatur und Höchsttemperatur nicht größer ist als 1,15 K. Wenn die Summe größer ist als 2,65 K, ist die Prüfsubstanz nicht pyrogenfrei. Wenn die Summe dazwischen liegt, dann wird der Test wiederholt. Insgesamt dürfen höchstens vier Gruppen verwendet werden. Der Test ist so durchzuführen, dass möglichst wenig Tiere verwendet werden und Schmerzen, Leid, Stress und bleibende Schäden so gering wie möglich gehalten werden. 2012 wurden 110.000 Kaninchen für den Kaninchentest in Europa eingesetzt, er ist aber in USA und Europa nicht mehr durch nationale Pharmakopöen vorgeschrieben.

### Limulustest (LAL-Test)
Der LAL-Test beruht je nach Methode auf der Koagulation bzw. Gerinnung von den im Blut von Pfeilschwanzkrebsen (Limulus polyphemus oder Tachypleus tridentatus) vorkommenden lysierten Amöbozyten und Lipopolysacchariden der Zellwand gramnegativer Stäbchenbakterien, einer Trübungszunahme, die photometrisch gemessen wird oder der Freisetzung eines Chromophors aus einem Peptid durch die Reaktion von Endotoxinen und Lysat. Dieser Test ist etwa 100-mal empfindlicher als der Kaninchentest, spricht jedoch nur auf Endotoxin (LPS) gramnegativer Bakterien an.
- LAL: Limulus-Amöbocyten-Lysat
- Käuflich erwerbbare Testsysteme reagieren bereits auf 100–1000 gramnegative Bakterien pro ml
- international angegeben als EU = Endotoxin Units
- Anwendungen: Überprüfung von injizierbaren Arzneimitteln, Milchuntersuchung, Milch- und Eiprodukte, Dialysatwasser

Zur Durchführung des LAL-Tests wird jedes Jahr das Blut von etwa 400.000 gefangenen Pfeilschwanzkrebsen entnommen; diese werden anschließend wieder ins Meer entlassen. Dabei sterben geschätzte 50.000 Tiere jährlich allein für die US-Produktion.
Seit 2003 ist auch ein Test erhältlich, der auf einer gentechnischen hergestellten Version des relevanten Pfeilschwanzkrebsproteins basiert und daher keine lebenden Tiere benutzt. Dieser Test wurde aber nur langsam angenommen, was sich erst 2016 änderte, als die Europäische Pharmacopoeia diesen Test anerkannte.

### Monozyten-Aktivierungstest (MAT)
Der Monozyten-Aktivierungs-Test ist ein In-vitro-Test auf Basis der menschlichen Fieberreaktion mit humanen Blutzellen (Monozyten). Er vereinigt die Vorteile von Kaninchentest und LAL-Test ohne deren spezifische Nachteile. So erfasst der MAT nicht nur endotoxische Pyrogene, sondern auch Nicht-Endotoxin-Pyrogene (nicht im LAL möglich), ist ebenso einfach durchführbar wie der LAL-Test und ist aus Gründen des Tierschutzes unbedingt dem Kaninchentest vorzuziehen. Ein zusätzlicher Vorteil des MAT liegt darin, dass seine Ergebnisse auf den Menschen direkt übertragbar sind, im Gegensatz zu allen anderen Pyrogentesten (z. B. an Kaninchen oder gar an Pfeilschwanzkrebsamöbozyten, ob im LAL oder BET), da speziesspezifisch auf Basis humaner Monozyten. Er wurde 2010 in die Europäischen Pharmakopöe als MAT-Monographie 2.6.30 und 2012 von der FDA für die USA legitimiert. 2013 wurde der MAT international validiert und erlangt seitdem in USA und Europa Akzeptanz und breite Anwendung, da er nicht nur eine legale und vollwertige Alternative zum Kaninchentest darstellt, sondern seine Ergebnisse nun weltweit verlässlich betrachtet werden. Der Test kann mithilfe standardisierter und käuflich erwerbbarer Testsätze durchgeführt werden.

## Pyrogenwirkung
Durch ihre Wirkung auf die Makrophagen werden Mediatoren freigesetzt, die zu einer Induktion der COX-2-Expression in den Kapillarendothelien des stark vaskularisierbaren Organum vasculosum laminae terminalis (OVLT) führen, wodurch die PGE2-Synthese angekurbelt wird. PGE2 aktiviert Prostanoid-EP3-Rezeptoren im Wärmeregulationszentrum des vorderen Hypothalamus und führt damit zu einer erhöhten Bildung des cyclischen AMP (cAMP). Dieses bewirkt eine Erhöhung des Sollwertes für die Körperkerntemperatur, mit der Folge des Temperaturanstiegs durch eine reduzierte Wärmeabgabe (Konstriktion der Hautgefäße) und eine gesteigerte Wärmeproduktion (Muskelzittern, Schüttelfrost).